# Laban's bedste
Laban's bedste (omtales også under navnet Det bedste af Laban) er navnet på Labans opsamlingsalbum, som udkom i 1985 og blev genudgivet på cd i 1998.

## Spor
| #   | Titel                                 | Længde |
| --- | ------------------------------------- | ------ |
| 1.  | "Jeg kan li' dig alligevel"           | 3:45   |
| 2.  | "Helt perfekt (det bli'r man aldrig)" | 2:46   |
| 3.  | "Ch-ch-cherrie"                       | 3:15   |
| 4.  | "Gi' et tegn"                         | 3:24   |
| 5.  | "Det du tænker på"                    | 3:39   |
| 6.  | "Det jeg føler for dig"               | 3:13   |
| 7.  | "Hvor ska' vi sove i nat"             | 3:07   |
| 8.  | "Came-camera"                         | 3:28   |
| 9.  | "Det er hans kys"                     | 2:28   |
| 10. | "Dit navn, dit nummer"                | 2:58   |
| 11. | "Det' en hem'lighed"                  | 2:57   |
| 12. | "Hvad er det der er galt med mig"     | 3:28   |
| 13. | "Sig ingenting (jeg ved det)"         | 4:04   |
| 14. | "Meget bedre nu"                      | 3:54   |